# Третья Митридатова война
Тре́тья Митрида́това война́ (74/73—63 годы до н. э.) — военный конфликт между Римской Республикой и Понтийским царством, царём которого был Митридат VI Евпатор.

## Силы противников в начале войны
При помощи римских эмигрантов, в большом количестве укрывшихся у него после победы Суллы в I Гражданской войне, Митридат VI организовал армию в 140 тыс. пехоты и 16 тыс. кавалерии (по Аппиану), а при поддержке пиратов — флот в 400 военных судов.
С римской стороны действовала состоявшая из 5 легионов армия консула Лукулла, всего 30 тыс. пехоты и 1600 всадников, получившего в управление провинции Азия и Киликия. Второй консул Котта с флотом и небольшим отрядом сухопутных войск был направлен в Вифинию, унаследованную Римом после смерти в 75 году до н. э. её последнего царя Никомеда IV Филопатора (тот был бездетным и завещал своё царство Риму).
Присоединение к Риму Вифинии послужило непосредственной причиной войны.

## Ход войны

### Начальный этап
Зимой 74 года до н. э. понтийские силы вторглись в Каппадокию, Галатию и Вифинию, а также нанесли Котте поражение при Халкидоне, уничтожив его флот. Лукулл, направлявшийся в Понтийское царство, повернул и, вопреки негодованию своих подчинённых, пришёл на помощь Котте, вынудив Митридата снять осаду Халкидона.
Затем Митридат осадил греческий город Кизик. Лукуллу в свою очередь удалось заблокировать осаждавшие Кизик понтийские войска. Начавшаяся зимой 74/73 годов до н. э. эпидемия и перебои с продовольствием вынудили Митридата снять осаду города. При эвакуации в Синоп из-за шторма он потерял 60 кораблей с солдатами. Летом 73 года до н. э. Лукулл уничтожил вышедшую в Эгейское море понтийскую эскадру Марка Мария, которой было поручено высадиться в Италии и разжечь там гражданскую войну, а его легаты очистили от неприятеля Вифинию.
Осенью 73 года до н. э. Лукулл вступил в Понтийское царство, где в следующем 72 году до н. э. под Кабирой нанёс Митридату сокрушительное поражение. В конце года Митридат с маленьким отрядом (около 2 тыс. всадников) вынужден был укрыться у своего союзника, царя Великой Армении Тиграна II. Но ещё в течение двух лет Лукуллу пришлось осаждать упорно сопротивлявшиеся понтийские города (Синопу, Гераклею, Амис и др.).

### Армяно-римская война
Окончательно подавив сопротивление в Понте, Лукулл в 70 году до н. э. потребовал от Тиграна II выдачи Митридата, вызвав таким образом войну с Арменией. Взяв инициативу в свои руки, всего лишь с двумя легионами ветеранов (приведённых на Восток Фимбрией ещё в 86 году до н. э.), Лукулл весной 69 года до н. э. перешёл Евфрат у Мелитены, прошёл через армянскую провинцию Софену, форсировал Тигр у Амиды и достиг основанной Тиграном II столицы — города Тигранакерта. Громадная армия, собранная армянским царём для спасения столицы, была наголову разбита Лукуллом 6 октября 69 года до н. э. под Тигранакертом. Римлянам не удалось взять город; однако его разноплеменное население восстало и само сдалось Лукуллу, которому в результате досталась и казна армянского царя. Это поражение подорвало значение Великой Армении как одной из великих держав того времени и привело к утрате обширных завоеваний Тиграна II.
Параллельно с военными действиями Лукулла в Передней Азии велась борьба Рима с киликийскими пиратами. Первоначально она протекала без особых успехов: направленная против пиратов экспедиция римлян завершилась в 71 году до н. э. разгромом флота претора Марка Антония Критского критянами при Кидонии. Лишь в 68/67 годах до н. э. проконсул Квинт Метелл с тремя легионами смог подчинить остров Крит. С таким же войском Марций Рекс (консул 68 года до н. э.) в начале 67 года до н. э. высадился в Киликии — центре средиземноморских пиратов. В том же 67 году до н. э. состоялась большая экспедиция римлян во главе с Гнеем Помпеем, также направленная против пиратов. При этом по закону народного трибуна Авла Габиния Помпею были предоставлены чрезвычайные полномочия и средства: 120 тыс. войска, 500 военных судов, 144 млн сестерциев (это 6000 талантов). Помпей действовал решительно и сумел очистить море от пиратов.
В 68 году до н. э. началось крупное наступление римских войск в собственно Армении. Лукулл направлялся к старой армянской столице Арташату, где римская армия в (см.Битва при Артаксате) терпит тяжелое поражение и оказывается оттесненной в Месопотамию. Там Лукулл берет город Нисибин.
Так, по сообщению Диона Кассия, в этом сражении римская армия была фактически разгромлена, понеся огромные потери. Многие солдаты погибли, а остальные раненые в любом случае были изувечены, из-за чего Лукулл оказался вынужденным начать отступление в Нисибин (в Месопотамию). Само сражение, по сообщению Диона Кассия, началось с тяжелой битвы римской и армянской кавалерий, далее армянская кавалерия, не вступая в рукопашную, подвергла римскую пехоту обстрелу отравленными стрелами со слабоприкрепленными наконечниками, которые при попадании практически нельзя было изъять из тела. Фактически армянская армия предвосхитила свойственную восточным армиям тактику, в соответствии с которой тяжелая кавалерия уничтожает конницу противника, добивая пехоту стрельбой из луков.
Далее Диона Кассий сообщает о том, что по сути произошло обрушение и фрагментация римского фронта в регионе: сам Лукулл отступил в Месопотамию; другой римский военачальник Луций Фанний до получения помощи был окружен и осажден Тиграном; перебежчик Манкей, командовавший греческим гарнизоном Тигранокерта, и открывший ворота столицы римлянам, бежал в Киликию, оставив Лукулла; нарушилось управление и связь между Лукуллом и войсками позднее разгромленных Фабия, Триария,  расквартированных в Малой Азии, и Манцием Рексом, чья армия находилась в Киликии (последний отказав в помощи Лукуллу, позже пытался дать сражение Тиграну, идущему на марше, однако потерпел поражение).    
Дион Кассий сообщая о тяжелом поражении Лукулла под Арташатом, пишет следующее:

В этом сражении вражеская конница задала римской тяжелую работу, но никто из врагов не приблизился к пехоте; действительно, всякий раз, как пехотинцы Лукулла шли с конницей, враг обращался в бегство. Не получая никакого ущерба, они, тем не менее, продолжали стрелять назад в преследователей, убивая некоторых на месте и серьезно раня многих. (2) А эти раны были опасными и трудно излечимыми, поскольку они использовали двойные наконечники для стрел, еще и смазывая их ядом, так что стрелы, если они застревали где-то в теле или даже были извлечены, вскоре убивали, так как второй наконечник, будучи плохо закрепленным, оставался в ране. Поскольку многие получили ранения и некоторые из них умерли, а остальные в любом случае были изувечены, и поскольку запасы провианта подходили к концу, Лукулл ушел с этого места и повел армию к Нисибису
После изгнания из Армении, уже на территории Малой Азии, как сообщает Дион Кассий, потерпел поражение от войск Тиграна и его вассалов сам Лукулл. В этом сражении против Лукулла войском командовал зять и вассал армянского царя Митридат Мидийский ("другой Митридат из Мидии", как его обозначат Дион Кассий). При этом сообщение о приближении Тиграна привело к бунту в римской армии.  
Дион Кассий об этом поражении Лукулла сообщает следующее:

В этот момент прибыл Лукулл, и некоторым казалось, что он легко победит Митридата и отвоюет утраченное, однако он ничего не добился. (2) Митридат, окопавшийся на высоте около Талауры, не желал выходить против него, а другой Митридат из Мидии, зять Тиграна, внезапно напал на римлян, пока они были рассеяны, и многих перебил; также было объявлено о приближении Тиграна, и в армии поднялся бунт
Плутарх сообщая о победе римлян на поле боя, и объясняя римское отступление в Месопотамию  из-за рано наступивших холодов, так же пишет о начавшемся бунте среди римских солдат, отказе дальнейшего наступления на Арташат, утрате Лукуллом контроля и управления над войсками. Описывая ход сражения, Плутарх, в отличие от Диона Кассия, повествует по сути о том, что Тигран применил эллинистическую военную тактику, основанную на использовании фаланги и последующего удара кавалерии. Он сообщает, что Тигран призвал самые воинственные племена своего царства - иберийских копейщиков, мардийских (мидийских) конных лучников. Войском, вставшим против римлян, командовали три царя: сам Тигран Армянский, Митридат Понтийский и атропатенский царь (вероятно, зять и вассал Тиграна - царь Митридат Мидийский). Плутарх пишет о том, что при римском кличе Митридат Понтийский бежал с поля боя, а иберийские копейщики не оправдали надежд Тиграна, также бежав с поля боя после первой стычки с римлянами. Далее в бой вступила бронированная кавалерия Тиграна, чьим грозным видом и численностью Лукулл был устрашен, отозвав свою конницу. По версии Плутарха, в последующем сражении римляне сразу атаковали атропатенские силы, обратив их в бегство, сражение же продлилось до поздней ночи, пока римляне уничтожали противников и брали пленных, в том числе знатных. 
Тем не менее, далее и Плутарх сообщает об утрате контроля Лукуллом над войсками и начале бунта в войсках из-за попыток принудить дальше вести наступление на Арташат, и сообщает следующее:

Поэтому после сражения они всего несколько дней шли за Лукуллом, а затем начался ропот. Сначала они обращались к нему с просьбами через военных трибунов, но затем их сходки стали уже более буйными, и ночью они кричали по своим палаткам, а это служит признаком близкого бунта в войске. И хотя Лукулл перепробовал множество настоятельных увещаний, упрашивая их запастись терпением, пока не будет взят «армянский Карфаген» и стерто с лица земли это творение злейшего врага римлян (он имел в виду Ганнибала), ничто не помогало, и он вынужден был повернуть назад. На обратном пути он перешел через Тавр другими перевалами и спустился в плодородную и теплую страну, называемую Мигдонией. В ней находится большой и многолюдный город, который варвары зовут Нисибидой, а греки — Антиохией Мигдонийской
Поражение римлян под Артаксатой в 68 году создало предпосылки для нового похода в Малую Азию, в результате которого Тигран II освободил многие владения Понтийского царства.

### Контрнаступление Тиграна и Митридата
Тем временем Митридат с преданной ему армянской армией вторгся в Понт, разбил здесь в 67 году до н. э. римлян в сражении при Зеле и восстановил свою власть в Понте, дожидаясь Тиграна, шедшего, по свидетельству Плутарха, с огромной армией.. Лукулл был вынужден покинуть Нисибин и Тигранакерт и вернуться в Галатию. Тигран, тем временем, как сообщает Плутарх, вновь обрушивается  на Каппадокию и опустошает ее. 
О данных событиях Плутарх сообщает следующее:
Плутарх сообщает следующее:

Триарий из честолюбия захотел, не дожидаясь Лукулла, который был близко, добыть легкую, как ему казалось, победу, но вместо этого потерпел крупное поражение: как передают, в битве полегло более семи тысяч римлян, в числе которых было сто пятьдесят центурионов и двадцать четыре военных трибуна
После изгнания из Армении, уже на территории Малой Азии, как сообщает Дион Кассий, потерпел поражение от войск Тиграна и его вассалов сам Лукулл. В этом сражении против Лукулла войском командовал зять и вассал армянского царя Митридат Мидийский ("другой Митридат из Мидии", как его обозначат Дион Кассий).
Дион Кассий об этом поражении Лукулла сообщает следующее:

В этот момент прибыл Лукулл, и некоторым казалось, что он легко победит Митридата и отвоюет утраченное, однако он ничего не добился. (2) Митридат, окопавшийся на высоте около Талауры, не желал выходить против него, а другой Митридат из Мидии, зять Тиграна, внезапно напал на римлян, пока они были рассеяны, и многих перебил; также было объявлено о приближении Тиграна, и в армии поднялся бунт
По свидетельству Апиана и Плутарха, других античных авторов Тигран в этом походе вновь опустошает Каппадокию, уводя множество пленных.
О данных событиях и катастрофическом положении Лукулла и римских войск Плутарх сообщает следующее:

Ему пришлось мириться с тем, что Тигран опустошает Каппадокию, что к Митридату вернулась прежняя дерзость — к Митридату, о котором он доносил сенату, что с ним покончено! После этого донесения из Рима были отправлены должностные лица в количестве десяти человек для устройства дел в Понте, как в стране окончательно покоренной, а когда они явились, им пришлось убедиться, что Лукулл даже над самим собою не властен — им, как хотят, помыкают его солдаты
Таким образом, после поражения Лукулла в Армении и последовавшего контрнаступления Тиграна, все прежние победы Лукулла над Митридатом оказались бесплодными, завоевания утраченными. Сенат снимает с должности потерпевшего поражение и утратившего контроль над армией Лукулла. На его место был назначен консул Мания Ацилия Глабриона, который также ничего не добившись, возвращает управление войсками Лукуллу, а тот в свою очередь передает командование Помпею.

### Участие Помпея и парфянское нашествие
В 66 году до н. э. народное собрание приняло закон Манилия, предложенный народным трибуном Гаем Манилием и предусматривавший отзыв Лукулла с Востока и передачу главного командования в войне с Митридатом Гнею Помпею. При этом Помпею были вновь предоставлены чрезвычайные полномочия, а также — вразрез с традицией — доверено право объявлять войну и заключать мир без санкций из Рима.
Собрав сильное войско и заключив союз с парфянами, Помпей весной 66 года до н. э. вторгся в Понтийское царство. У Митридата было войско в 33 тыс. воинов, однако он искал мира с Римом. Однако условия Рима были неприемлемы. В сражении на реке Лик Помпей нанёс Митридату поражение (на месте сражения Помпеем был основан Никополь — город победы; ныне Сивас). Понтийцы потеряли около 10 тыс. воинов. Митридат отступил к верховьям Евфрата, вступил в Колхиду и, перезимовав в Диоскураде (Сухум), направился в Боспорское царство. Митридат не был сломлен и намеревался, обойдя Понт, предпринять поход в Италию, пройдя через Фракию и Альпы.
Мятеж в 67 году до н. э. сына армянского царя, Тиграна Младшего, приходившегося внуком Митридату, расстроил понтийско-армянский союз. Парфянская армия (вместе с принцем Тиграном) вторглась в 66 году до н. э. в Армению, осадила Арташат, но была разбита Тиграном Старшим. Тем не менее одновременно войну против Парфии и Рима Тигран II никак не мог.
Помпей, прекратив преследование Митридата, направился в Армению и достиг Арташата. Здесь к нему присоединился Тигран Младший, надеявшийся после низложения отца получить от римлян армянскую корону. Тогда Тигран II лично прибыл в римский лагерь и добился заключения мира ценой уступки почти всех своих завоеваний и уплаты 6 тыс. талантов в качестве контрибуции. По Арташатскому миру 66 года до н. э. он удержал под своей властью ядро армянских земель и часть отвоёванных у парфян территорий, но признал себя «другом и союзником римского народа» (т. e. вассалом Рима).

### Кавказская кампания
Тигран Младший, по сообщению Диона Кассия, в союзе с албанским царем, бывшим вассалом Тиграна Великого, решили начать борьбу с Помпеем. Противостоя этому союзу, в 65 году до н. э. Помпей разбил на Кавказе иверов и кавказских албанцев (при этом ему даже удалось захватить акрополь Армазцихе в столице Иберии). В итоге царь Иберии Артак и царь Кавказской Албании Оройс признали вассальную зависимость от Рима — на тех же условиях, что и Тигран II.

### Ближневосточная кампания
В 64 году до н. э. Помпей вернулся в Понт, где завладел последними ещё сопротивляющимися крепостями, а затем направился на юг — в принадлежащую армянам Сирию, которая была обращена им в римскую провинцию.
В 63 году до н. э. Помпей, вмешавшись в междоусобицы, раздиравшие в то время Иудею, захватил Иерусалим и включил Иудею на правах автономной области в состав провинции Сирия. Первосвященником и этнархом Иудеи он назначил Гиркана II, одного из последних Хасмонеев, а фактическая власть в этом новом римском протекторате оказалась в руках идумеянина Антипатра (отца будущего царя Ирода).

### Смерть Митридата
Митридат в 65 году до н. э. достиг Боспора, сверг правившего здесь своего непокорного сына Махара и вынудил его лишить себя жизни. На Боспоре Митридат стал энергично готовиться к продолжению войны. Набрав войско в 36 тыс. человек, он намеревался двинуться за Запад. Однако под тяжестью налогов и повинностей, а также римской морской блокады, началось восстание боспорских городов (Херсонес Таврический, Феодосия, Нимфей) и войск, возглавленное любимым сыном Митридата Фарнаком. Убедившегося в безнадёжности своего положения Митридата убил его телохранитель-галл, сделав это в 63 году до н. э. по просьбе царя.

## Результаты
В результате войны западная половина Понтийского царства была вместе с Вифинией обращена в римскую провинцию, а восточная под названием царства Малая Армения передана римскому вассалу — галатскому царю Дейотару. Колхида была отделена от Понта и также превращена в вассальное царство во главе с неким Аристархом .
Итогом Третьей Митридатовой войны стало резкое изменение политической карты Восточного Средиземноморья, в котором утвердилась гегемония Рима. Под его власть перешла почти вся Малая Азия, где к старым римским провинциям Азия и Киликия добавилась вновь образованная провинция Вифиния и Понт, а сохранявшие ещё номинальную независимость царства Каппадокия и Коммагена находились под полным контролем Рима. На месте Селевкидского государства возникла римская провинция Сирия. Армения и Парфия стали непосредственными соседями Рима на Востоке. За счёт налогов от новых провинций на 70 % возросли доходы римской казны.

## Силы Помпея в конце войны
Состав и численность войска Помпея во время его Восточного похода в источниках не указывается. Моммзен по величине выданных солдатам денежных наград оценивает его численность к моменту триумфа в 40 тыс. человек. Тем не менее возможно реконструировать число легионов Помпея.
Остаток армии Лукулла после роспуска двух легионов, включавших в себя ветеранов-фимбрианцев, состоял из трёх легионов (видимо, один легион был восстановлен Помпеем взамен разгромленного при Зеле). После покорения Крита освободилось три легиона Квинта Метелла, а в Киликии находились ещё три легиона Марция Рекса, присоединившиеся уже после вторжения в Понтийское царство к главным силам Помпея. Таким образом, всего Помпей имел 9 легионов. И действительно, Цезарь в 58 году до н. э. принял в Галлии армию из VII, VIII, IX и X легионов, причём последний был сформирован им самим для участия в походе на лузитанов в 61 году до н. э. Распределение легионов по номерам было введено Помпеем в 65 году до н. э.